# تالت آرتمل
تالت آرتمل (انگلیسی: Talat Artemel؛   ۲۴ آوریل ۱۹۰۱ – ۴ اوت ۱۹۵۷) بازیگر اهل ترکیه بود.